# Valjala
Valjala est un petit bourg de la commune de Valjala du comté de Saare sur l'île de Saaremaa en Estonie .
Au 31 décembre 2011, il compte 479 habitants.
Son église est la plus ancienne église en pierre d'Estonie.

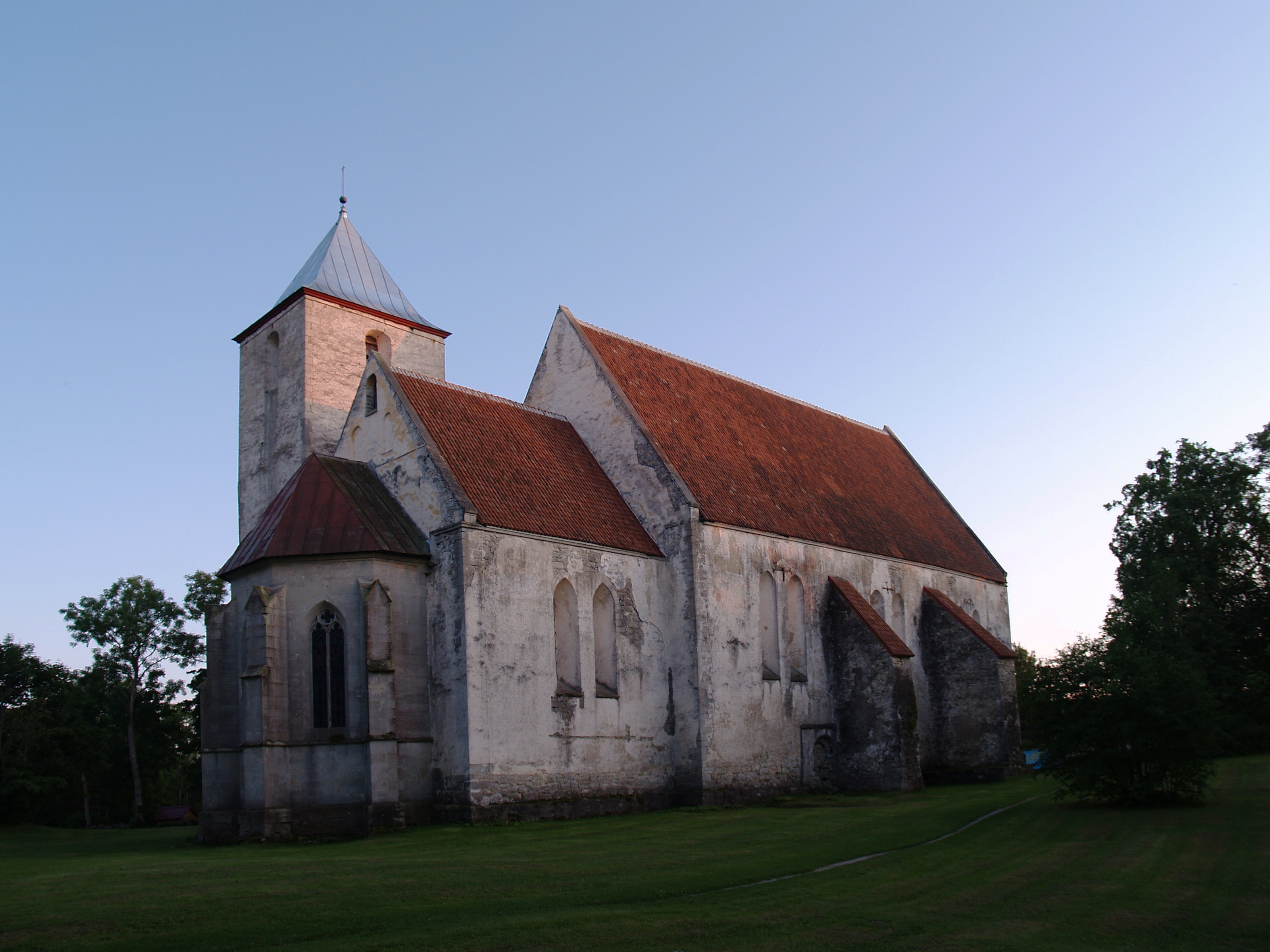
L'église de Valjala